# Дипломатически мисии на Лесото
Това е списък на дипломатическите мисии на Лесото в света.

## Европа
- Белгия
  - Брюксел (посолство)
- Великобритания
  - Лондон (посолство)
- Германия
  - Берлин (посолство)
- Ирландия
  - Дъблин (посолство)
- Италия
  - Рим (посолство)

## Северна Америка
- САЩ
  - Вашингтон (посолство)

## Африка
- Египет
  - Кайро (посолство)
- Етиопия
  - Адис Абеба (посолство)
- Либия
  - Триполи (посолство)
- РЮА
  - Претория (посолство)
  - Кейптаун (генерално консулство)
  - Дърбан (генерално консулство)
  - Клерксдорп (консулство)
  - Уелкъм (консулство)

## Азия
- Китай
  - Пекин (посолство)

## Междудържавни организации
- - Брюксел - ЕС
  - Ню Йорк - ООН